# Aruppukkottai
Aruppukkottai é uma cidade e um município no distrito de Virudhunagar, no estado indiano de Tamil Nadu.

## Geografia
Aruppukkottai está localizada a 9° 31′ N, 78° 06′ L. Tem uma altitude média de 97 metros (318 pés).

## Demografia
Segundo o censo de 2001,  Aruppukkottai  tinha uma população de 83,999 habitantes. Os indivíduos do sexo masculino constituem 50% da população e os do sexo feminino 50%. Aruppukkottai tem uma taxa de literacia de 79%, superior à média nacional de 59.5%; com 54% para o sexo masculino e 46% para o sexo feminino. 9% da população está abaixo dos 6 anos de idade.